# Carme Barceló
Carme Barceló Crespo (Barcelona, 15 de julio de 1963) es una periodista española.

## Trayectoria
Comenzó su carrera profesional en 1985, en Mundo Deportivo
También trabajó en el Fòrum Samitier del 1994 al 1997 y en la redacción de Deportes de Televisión de Cataluña. Ha impartido clases en el máster de relaciones públicas y producción en Blanquerna. Fue jefa de prensa y relaciones públicas del Club de Fitness DiR entre 1998 y 2011. 
En esta misma etapa, colabora en televisión, como tertuliana en el programa deportivo Punto pelota en Intereconomía. También fue colaboradora de Canal+ y Barça TV. En radio, comentaba los partidos del Barça en SER Cataluña y en prensa escrita, colaboraba con el periódico La Gaceta de la Iberosfera.
Actualmente colabora en El chiringuito de Jugones en Mega y en Cafè d'idees en La 2 Cataluña y Ràdio 4, escribe artículos en el diario deportivo Sport y la revista Woman y dirige el suplemento Sport&Style.